# Risadinha (cantor)
Risadinha foi um cantor e compositor no Século XX, ele foi cantor de samba, samba-choro, samba-maxixe, choro e maxixe

## Carreira[1]
Risadinha já foi datilógrafo e também chofer de praça, em São Paulo esteve nas rádios América, Cruzeiro do Sul, Kosmos e Tupi, e no Rio de Janeiro esteve nas rádios Globo, Nacional, Tamoio e Tupi, em 1949 lançou um disco gravado pela Odeon, em 1953 Risadinha faz sucesso com o samba Se Eu Errei, sendo a música em destaque no carnaval daquele ano e esta música foi lembrada em outros carnavais dos anos seguintes, esta música marcou o Risadinha, em 1954 Risadinha lançou o LP Vote, Que Mulher Bonita, em 1955 lançou o LP Festival de samba, em 1956 lançou o LP Na Batida Do Samba, Vadico e sua orquestra foram contratados para esse LP, teve três equipes de Vadico revezadas neste LP, em 1958 lançou o LP As Bombas de 1958,